# Ctenopus melanogaster
Ctenopus melanogaster là một loài bọ cánh cứng trong họ Meloidae. Loài này được Fischer von Waldheim miêu tả khoa học năm 1823.